# Szertorna a 2013-as nyári universiadén
A 2013. évi nyári universiadén szertornában tizennégy versenyszámban osztottak érmeket. A versenyeket 2013. július 7. és 10. között rendezték a Nemzetközi Tornaszövetség (FIG) francia nyelvű versenyszabályzata alapján.
Böczögő Dorina a selejtezőben elért eredményével a 10. helyen került be az összetett döntőbe, ugyanakkor gerendán is a 10. helyen végzett. Az összetett döntőjében sikerült előbbre lépnie és a 9. helyen (52,950 ponttal) zárta az Universiadét.
A férfi tornászok csapattal indultak (Tálas Bence, Vecsernyés Dávid, Babos Ádám, Vlacsil Attila, Szabó Nándor), mely 248,050 ponttal a 13. helyen zárta a versenyt. Mind az egyéni összetettbe (Tálas Bence), mind pedig a szerenkénti döntőkbe (Vecsernyés Dávid – nyújtó) került be magyar versenyző.  Tálas Bence az egyéni összetettben végül a 23. helyen zárt, míg Vecsernyés Dávid nyújtón a 6. helyet szerezte meg.

## A versenyszámok időrendje
A tornaversenyek hivatalosan 4 versenynapból álltak. A verseny eseményei helyi idő szerint (GMT +03:00):
| - július 7., vasárnap - 14:00 – női csapatverseny (I. csoportkör) - 15:30 – női csapatverseny (II. csoportkör) - 18:00 – női csapatverseny (III. csoportkör) - 19:30 – női csapatverseny (IV. csoportkör) - július 8., hétfő - 10:00 – férfi csapatverseny (I. csoportkör) - 11:40 – férfi csapatverseny (II. csoportkör) - 15:00 – férfi csapatverseny (III. csoportkör) - 16:40 – férfi csapatverseny (IV. csoportkör) - 18:20 – férfi csapatverseny (V. csoportkör) - július 9., kedd - 15:00 – női egyéni összetett döntő - 19:00 – férfi egyéni összetett döntő | - július 10., szerda - 15:30 – szerenkénti döntők • férfi talaj • lólengés • gyűrű • női ugrás • felemás korlát - 19:00 – szerenkénti döntők • gerenda • női talaj • férfi ugrás • korlát • nyújtó |

## A versenyen részt vevő nemzetek
A FIG szabályzata alapján a csapat és egyéni versenyen országonként 1 férfi és 1 női csapat nevezhetett, csapatonként 3-5 versenyzővel; szerenként 4 versenyző indulhatott. A csapat és egyéni verseny legjobb 24 versenyzője vehetett részt az egyéni összetettben, de országonként maximum 2 fő, míg a szerenkénti döntőben a legjobb nyolc – országonként maximum 2 fő – versenyző vehetett részt. A viadalon 42 nemzet 203 sportolója vett részt, az alábbi megbontásban:
| Részt vevő nemzetek férfi / nő megbontásban | Részt vevő nemzetek férfi / nő megbontásban | Részt vevő nemzetek férfi / nő megbontásban | Részt vevő nemzetek férfi / nő megbontásban | Részt vevő nemzetek férfi / nő megbontásban | Részt vevő nemzetek férfi / nő megbontásban | Részt vevő nemzetek férfi / nő megbontásban | Részt vevő nemzetek férfi / nő megbontásban | Részt vevő nemzetek férfi / nő megbontásban | Részt vevő nemzetek férfi / nő megbontásban | Részt vevő nemzetek férfi / nő megbontásban | Részt vevő nemzetek férfi / nő megbontásban | Részt vevő nemzetek férfi / nő megbontásban | Részt vevő nemzetek férfi / nő megbontásban | Részt vevő nemzetek férfi / nő megbontásban |
| ------------------------------------------- | ------------------------------------------- | ------------------------------------------- | ------------------------------------------- | ------------------------------------------- | ------------------------------------------- | ------------------------------------------- | ------------------------------------------- | ------------------------------------------- | ------------------------------------------- | ------------------------------------------- | ------------------------------------------- | ------------------------------------------- | ------------------------------------------- | ------------------------------------------- |
| nemzet                                      | F                                           | N                                           | nemzet                                      | F                                           | N                                           | nemzet                                      | F                                           | N                                           | nemzet                                      | F                                           | N                                           | nemzet                                      | F                                           | N                                           |
| Azerbajdzsán                                | 1                                           | 0                                           | Észak-Korea                                 | 0                                           | 5                                           | Kazahsztán                                  | 5                                           | 0                                           | Németország                                 | 5                                           | 4                                           | Szlovénia                                   | 5                                           | 3                                           |
| Belgium                                     | 2                                           | 0                                           | Finnország                                  | 5                                           | 2                                           | Kína                                        | 5                                           | 1                                           | Norvégia                                    | 4                                           | 0                                           | Törökország                                 | 1                                           | 0                                           |
| Brazília                                    | 6                                           | 0                                           | Franciaország                               | 5                                           | 0                                           | Kínai Köztársaság                           | 5                                           | 3                                           | Olaszország                                 | 3                                           | 0                                           | Új-Zéland                                   | 5                                           | 0                                           |
| Chile                                       | 2                                           | 1                                           | Hong Kong                                   | 1                                           | 1                                           | Kongói Köztársaság                          | 1                                           | 0                                           | Oroszország                                 | 6                                           | 5                                           | Ukrajna                                     | 5                                           | 5                                           |
| Costa Rica                                  | 1                                           | 0                                           | Horvátország                                | 2                                           | 1                                           | Lengyelország                               | 1                                           | 1                                           | Portugália                                  | 5                                           | 2                                           | Üzbegisztán                                 | 2                                           | 0                                           |
| Csehország                                  | 0                                           | 1                                           | Írország                                    | 1                                           | 0                                           | Lettország                                  | 1                                           | 1                                           | Románia                                     | 5                                           | 0                                           | Vietnam                                     | 5                                           | 0                                           |
| Dánia                                       | 2                                           | 2                                           | Izland                                      | 0                                           | 1                                           | Magyarország                                | 5                                           | 1                                           | Svájc                                       | 5                                           | 0                                           |                                             |                                             |                                             |
| Dél-Korea                                   | 5                                           | 5                                           | Japán                                       | 5                                           | 5                                           | Mexikó                                      | 5                                           | 4                                           | Szingapúr                                   | 5                                           | 1                                           |                                             |                                             |                                             |
| Egyesült Királyság                          | 4                                           | 4                                           | Kanada                                      | 5                                           | 5                                           | Mongólia                                    | 1                                           | 0                                           | Szlovákia                                   | 1                                           | 1                                           |                                             |                                             |                                             |

F = férfi, N = nő

## Eredmények

### Éremtáblázat
| #        | nemzet      | arany | ezüst | bronz | összesen |
| 1        | Oroszország | 10    | 6     | 3     | 19       |
| 2        | Japán       | 1     | 2     | 2     | 5        |
| 3        | Brazília    | 1     | 0     | 0     | 1        |
| 3        | Kína        | 1     | 0     | 0     | 1        |
| 3        | Dél-Korea   | 1     | 0     | 0     | 1        |
| 3        | Észak-Korea | 1     | 0     | 0     | 1        |
| 7        | Németország | 0     | 2     | 3     | 5        |
| 8        | Mexikó      | 0     | 2     | 0     | 2        |
| 9        | Ukrajna     | 0     | 1     | 5     | 6        |
| 10       | Kanada      | 0     | 1     | 1     | 2        |
| összesen | összesen    | 15    | 14    | 14    | 43       |

### Éremszerzők
| versenyszám      | arany | ezüst                                                                                    | bronz                                                                             |
| férfiak          | |                                                                                          |                                                                                   |
| csapat összetett | Oroszország Denisz Abljazin, David Beljavszkij, Emin Garibov, Nyikita Ignatyjev, Mikola Kukszenkov        | Ukrajna Petro Pakhnyuk, Makszim Szemiankiv, Oleg Verniajev, Oleg Sztepko, Igor Radivilov | Japán Isikava Hiroki, Kato Rjohei, Nonomura Sogo, Tanaka Júszuke, Josioka Csihiro |
| egyéni összetett | Mikola Kukszenkov                                                                                         | Fabian Hambüchen                                                                         | David Beljavszkij Oleg Verniajev                                                  |
| talaj            | Kato Rjohei                                                                                               | Fabian Hambüchen                                                                         | David Beljavszkij                                                                 |
| lólengés         | Mikola Kukszenkov                                                                                         | Daniel Corral Barrón                                                                     | Oleg Sztepko                                                                      |
| gyűrű            | Arthur Nabarrete Zanetti                                                                                  | Denisz Abljazin                                                                          | Igor Radivilov                                                                    |
| ugrás            | Yang Hak-Seon                                                                                             | Denisz Abljazin                                                                          | Igor Radivilov                                                                    |
| korlát           | Emin Garibov                                                                                              | David Beljavszkij                                                                        | Oleg Verniajev                                                                    |
| nyújtó           | Emin Garibov                                                                                              | Tanaka Júszuke                                                                           | Kato Rjohei                                                                       |
| nők              | |                                                                                          |                                                                                   |
| csapat összetett | Oroszország Kszenyija Afanaszjeva, Anna Gyementyjeva, Alija Musztafina, Tatyjana Nabijeva, Marija Paszeka | Japán Minobe Jú, Nagai Mizuho, Noda Szakura, Tominaga Arisza, Tozava Sizuka              | Németország Kim Bui, Lisa Katharina Hill, Pia Tolle, Annabelle Hölzer             |
| egyéni összetett | Alija Musztafina                                                                                          | Kszenyija Afanaszjeva                                                                    | Kim Bui                                                                           |
| ugrás            | Hong Undzsong Kszenyija Afanaszjeva                                                                       | Nem adták ki                                                                             | Marija Paszeka                                                                    |
| felemás korlát   | Alija Musztafina                                                                                          | Tatyjana Nabijeva                                                                        | Lisa Katharina Hill                                                               |
| gerenda          | Csang Je-lince                                                                                            | Alija Musztafina                                                                         | Elsabeth Black                                                                    |
| talaj            | Kszenyija Afanaszjeva                                                                                     | Elsabeth Black Elsa García Rodriguez                                                     | Nem adták ki                                                                      |